# 高木広正
高木 広正（たかぎ ひろまさ）は、戦国時代から江戸時代初期の武将。徳川家康の家臣。

## 生涯
高木氏は三河国高木を領する土豪で、祖父正直の代に高木氏を称したという。父重正は弘治元年（1555年）に死去している。
広正は三河の国人であった松平元康（徳川家康）に服属した。永禄元年（1558年）尾張国の織田信長が品野城を攻撃した際には、滝山伝三郎を討ち取る功を挙げた。永禄3年（1560年）の桶狭間の戦いでは丸根砦攻撃に従い、同年の水野信元との合戦で武功を挙げた。この頃から松平氏（徳川氏）は従属していた今川氏からの独立を示し、永禄4年（1561年）今川方の長沢城攻撃に従軍。鵜川権蔵を討つなど功を挙げた。永禄6年（1563年）三河一向一揆が発生すると一揆方に加担するが、後に赦免されて帰参した。なお本多正信も一揆方に加担して加賀国へ流浪していたが、その赦免を正信に伝えたのは広正であったという。
元亀元年（1570年）姉川の戦いでは朝倉軍の前波新八郎などを討ち取る。元亀3年（1572年）三方ヶ原の戦いにも従軍し、敗走する家康の馬が鉄砲に撃たれた際には自らの馬を差し出してその撤退を助け、また家康を追撃する武田軍の武者4人を討ちとった。このとき家康は、広正が討ち取った武者が入道であったのを見て、武田信玄を討ち取ったと浜松城内で偽り城の動揺を鎮めたという。天正2年（1574年）武田軍との対陣の最中、味方の陣に忍び込んだ敵将を捕らえる。天正3年（1575年）長篠の戦いでは鳶ヶ巣砦攻撃に加わって武功を挙げた。同年の諏訪原城・小山城攻撃にも従軍。諏訪原攻めでは「五徳散」という薬を作って、猛暑で体調を崩す味方に与えたという。天正9年（1581年）同心20人を預けられる。
天正12年（1584年）長久手の戦いでは鉄砲隊を率いて奮戦し、配下の同心らも武功を挙げた。戦後は織田信雄への戦勝報告の使者を務める。その際、信雄から尾張国知多郡常滑郷に500貫文を与えられ、以後6年間知行地とした。天正14年（1586年）豊臣秀吉の勧告による家康の上洛に随行。天正18年（1590年）遠江国・駿河国内において600石を加増されるが、同年に徳川家は関東移封となる。広正には同心30人が増員された。また美濃国・尾張国の牢人衆を召し抱える際の申次を務めた。文禄元年（1592年）武蔵国比企郡・下総国葛飾郡を転封加増されて2000石となる。
慶長5年（1600年）関ヶ原の戦いの際には忍城城番を任される。このころ広正は足腰が弱り、また眼病も患っていたために辞退を申し出たが、家康より重ねて望まれたために了承した。同心30人に菅沼定利の配下を付けられて忍3000石を領し、また養老料として埼玉郡に1600石を与えられた。晩年には家康に召されて徳川秀忠の御前で戦談話をした事もあった。慶長11年（1606年）忍で死去。自ら開基した広正寺に葬られた。正綱と正次の2男があったが、いずれも旗本となった。